# 北秋中央病院
北秋中央病院（ほくしゅうちゅうおうびょういん）は、秋田県北秋田市花園町に2010年3月まであった病院。

## 概要
旧鷹巣町の中心部、北秋田市役所近くにあった病院。
2010年4月、市内の公立病院3施設を統合して、北秋田市の指定管理者制度による北秋田市民病院が北欧の杜公園の隣りに開業した。同時に当病院を閉鎖するが、ほかの2つの病院は規模を縮小し存続することになった。当初、北秋田市民病院の開業時期を2009年10月としていたが、諸事情により2009年12月頃にならないと開院できない事態となった。冬期の入院患者を新病院へ移動することは、患者の健康状態を著しく悪化させるなどの問題点を考慮した結果、開院時期が当初予定より半年先送りされた。

## 沿革
- 1889年 - 鷹巣村外五カ町村立組合鷹巣病院設立。
- 1912年 - 廃院。
- 1929年 - 鷹巣病院（私立）[2] 発足。
- 1942年 - 鷹巣町立鷹巣病院発足。
- 1944年 - 当時の秋田県農業会が町立鷹巣病院を買収し、北秋中央病院として新たに開設。
- 1975年7月29日 - 秋田県より地域センター病院の指定を受ける。
- 2004年 - 臨床研修病院に指定。
- 2010年3月30日 - 外来の診察を終了。
- 2010年3月31日 - 廃院。